# Ghost Stories (альбом The Dream Syndicate)
Ghost Stories — четвёртый студийный альбом американской рок-группы The Dream Syndicate. Он был выпущен в 1988 году лейблом Enigma Records, всего за год до расформирования группы. Альбом был переиздан в 2004 году с восемью дополнительными треками, записанными вживую для радио.

## История
The Dream Syndicate ушли с A&M Records из-за неудовлетворительных продаж после альбома Medicine Show (1984) и распались. Они снова собрались, чтобы выпустить альбом Out of the Grey (1986) на Big Time Records, но звукозаписывающая компания закрылась, и группа снова ушла. Вокалист и автор песен Стив Уинн некоторое время выступал сольно, после чего группа реформировалась, заключив сделку с Enigma Records на запись альбома Ghost Stories, вышедшего в 1988 году и спродюсированного американским звукорежиссёром и продюсером Эллиотом Мазером, известным по Нилу Янгу. Мазер, видимо, считал конфликт положительной творческой силой и заставлял Уинна работать во время болезни, и даже «намеренно злил» его.

## Отзывы
| Оценки критиков | Оценки критиков |
| Источник        | Оценка          |
| --------------- | --------------- |
| AllMusic        | [ 1 ]           |
| Select          | [ 6 ]           |

Альбом получил смешанные отзывы музыкальной критики и интернет-изданий. Реакция на альбом была неоднозначной.
В песнях альбома «доминируют темы воспоминаний и смертности». Джин Грегоритс, пишущий с точки зрения более поздней сольной карьеры Уинна, назвал альбом «пневматически угрюмым» и «депрессивным». В своей рецензии на AllMusic Дениз Салливан дала альбому три звезды из пяти и далее написала, что «Открыв альбом самореферентной „The Side I’ll Never Show“ и спродюсировав его ветераном Нила Янга и Crazy Horse Эллиотом Мейзером, Уинн и Ко. задействовали тёмную и ржавую почву фолка и блюз-рока, что в конечном итоге пошло им на пользу на этом очень прямолинейном рок-альбоме. Вокальная манера Уинна и его откровенные тексты в то время так и не нашли понимания у широких масс, но спустя годы стало ясно, что он создавал музыку на века».
Однако в 2004 году, когда расширенное издание альбома было выпущено на CD, сиэтлский журнал No Depression' дал хвалебный отзыв о «плотном, отчаянном лязге».

## Послесловие
В январе 1988 года, до выхода альбома, The Dream Syndicate записали концертное шоу в одном из клубов Лос-Анджелеса; эти записи были спродюсированы Мазером и вышли в 1989 году под названием Live at Raji’s. Другие записи, сделанные между 1985 и 1988 годами (то есть между Out of the Grey и Ghost Stories), были изданы в 1996 году под названием The Lost Tapes.
Группа распалась в 1989 году и больше не выступала до 2012 года (с Джейсоном Виктором вместо Пола Б. Катлера). Уинн отметил в интервью, что The Dream Syndicate могут отправиться в турне в 2013 году и снова записываться; он добавил, что хотел бы получить возможность исполнить песни с Out of the Grey и Ghost Stories, чего не произошло, поскольку это «просто не сочеталось с записями, которые я продвигал, и с группами, с которыми я играл в последние годы».

## Список композиций
Все песни Стива Уинна, если не указано иное.
1. «The Side I’ll Never Show»
2. «My Old Haunts»
3. «Loving the Sinner, Hating the Sin»
4. «Whatever You Please»
5. «Weathered and Torn»
6. «See That My Grave Is Kept Clean» (Blind Lemon Jefferson)
7. «I Have Faith» (Steve Wynn, Johnette Napolitano)
8. «Someplace Better Than This»
9. «Black»
10. «When the Curtain Falls»